# Рудик, Алексей Петрович
Алексей Петрович Рудик (16 июля 1921 — 29 июля 1993) — советский российский учёный в области физики элементарных частиц, ядерной физики и атомной техники, доктор физико-математических наук.

## Биография
Родился 16 июля 1921 года в Москве, сын профессора психологии члена-корреспондента АПН РСФСР Петра Антоновича Рудика.
В 1940 году окончил школу и в октябре того же года был призван в РККА, после начала войны направлен в действующую армию, воевал в Белоруссии и на Северо-Западном фронте. В начале 1942 года получил тяжелое множественное осколочное ранение. Более полугода лечился в госпиталях и был комиссован по состоянию здоровья.
В 1943 году поступил в Московский авиационный институт, в 1946 году перевёлся в Московский механический институт (ММИ, будущий МИФИ) на инженерно-физический факультет, созданный для подготовки специалистов для участия в атомном проекте.
С 1949 года работал в руководимой И. Я. Померанчуком теоретической лаборатории ИТЭФ (в то время — Лаборатория № 3 АН СССР, а затем Теплотехническая лаборатория АН СССР). За короткий срок разработал теорию резонансного поглощения нейтронов в урановых блоках, содержащих замедлитель (1950). Провёл физические расчеты первых советских тяжеловодных промышленных реакторов, участвовал в их пуске и освоении. Под руководством И. Я. Померанчука подготовил и в 1953 году защитил кандидатскую диссертацию «Захват мю-мезона дейтонном».
В 1956 году стал соавтором научного открытия № 325 с приоритетом от 21 ноября 1956 г. (Б. Л. Иоффе, Л. Б. Окунь, А. П. Рудик, диплом на открытие выдан в 1986 году): теоретически установлена неизвестная ранее закономерность нарушения дискретных симметрий в слабых взаимодействиях элементарных частиц, заключающееся в том, что нарушение зеркальной симметрии, приводящее к пространственно-нечетным парным корреляциям спинов и импульсов частиц, сопровождается нарушением зарядовой симметрии.
В конце 1950-х — начале 1960-х годов разработал теорию бета-распада при несохранении чётности, а затем — теорию оптимизации процессов в ядерных реакторах (1960—1970).
Параллельно занимался теорией и расчетом ядерных реакторов, и с конца 1970-х годов эта сфера стала для него основной. Является основоположником направления, связанного с оптимизацией физических характеристик реакторов на основе принципа максимума Понтрягина. Разработал основы оптимизации пространственных характеристик реакторов за счет размещения ядерного топлива и поглотителей.
Доктор физико-математических наук (1963), тема диссертации «Особенности квантовых амплитуд в теории возмущений» (защищена в ОИЯИ).
Умер 29 июля 1993 года.